# Trinodes niger
Trinodes niger là một loài bọ cánh cứng trong họ Dermestidae. Loài này được Matsumura và Yokoyama miêu tả khoa học năm 1928.